# Caballero

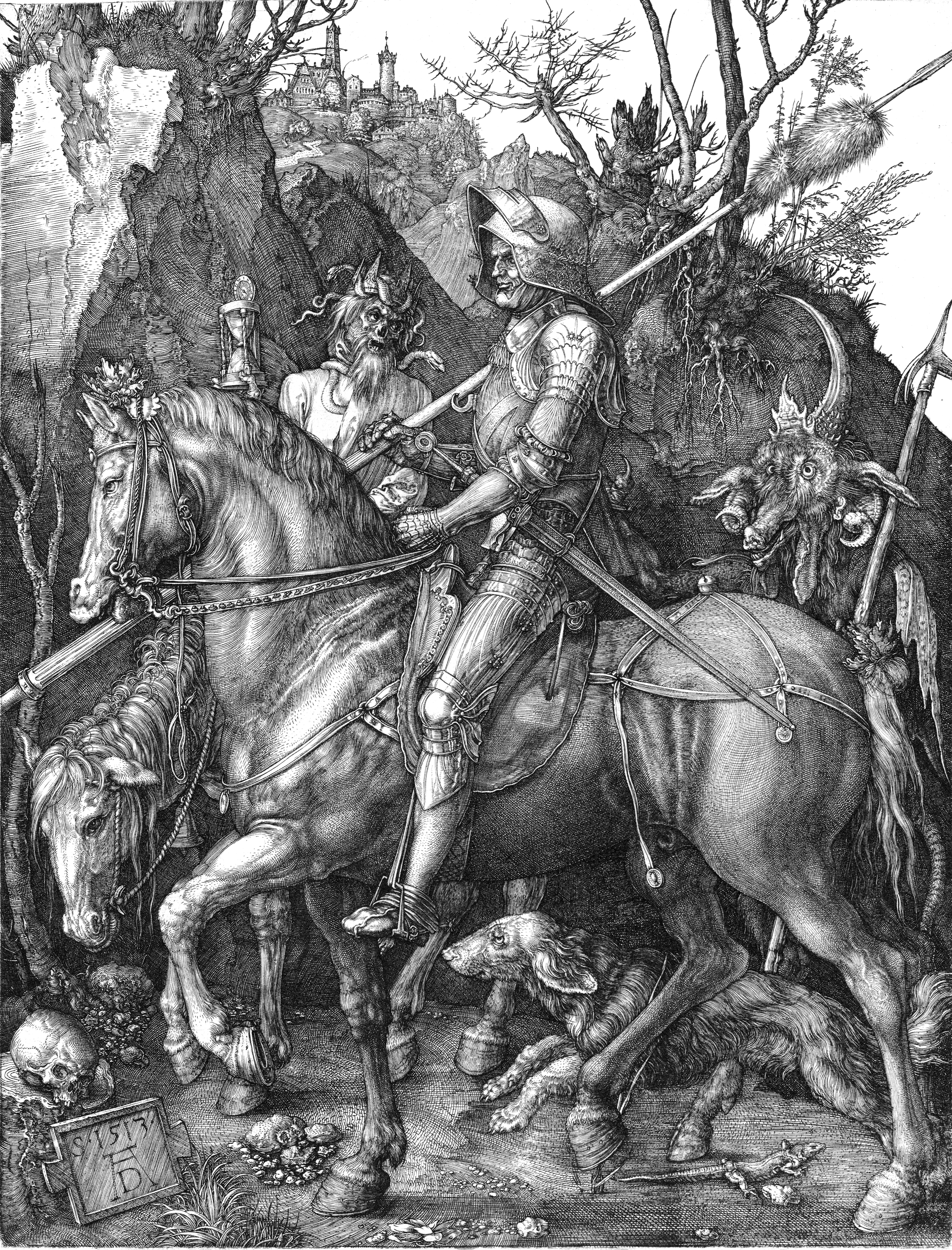
El caballero, la muerte y el diablo. Alberto Durero (1513), grabado en metal.

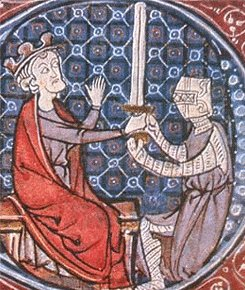
David I de Escocia nombrando caballero a un infanzón

Retrato de caballero por Vittore Carpaccio, 1510

Un caballero es, según la acepción primitiva de la palabra, un caballista jinete o persona que monta a  caballo o, más generalmente, una persona de origen noble o, en época actual, simplemente distinguida o poseedora de un código de conducta gentil, atento y solidario. Esta variedad de significados a lo largo de la historia se debe a que montar a caballo ha caracterizado a distintas condiciones sociales según las culturas o etapas históricas de que se trate.

## Historia

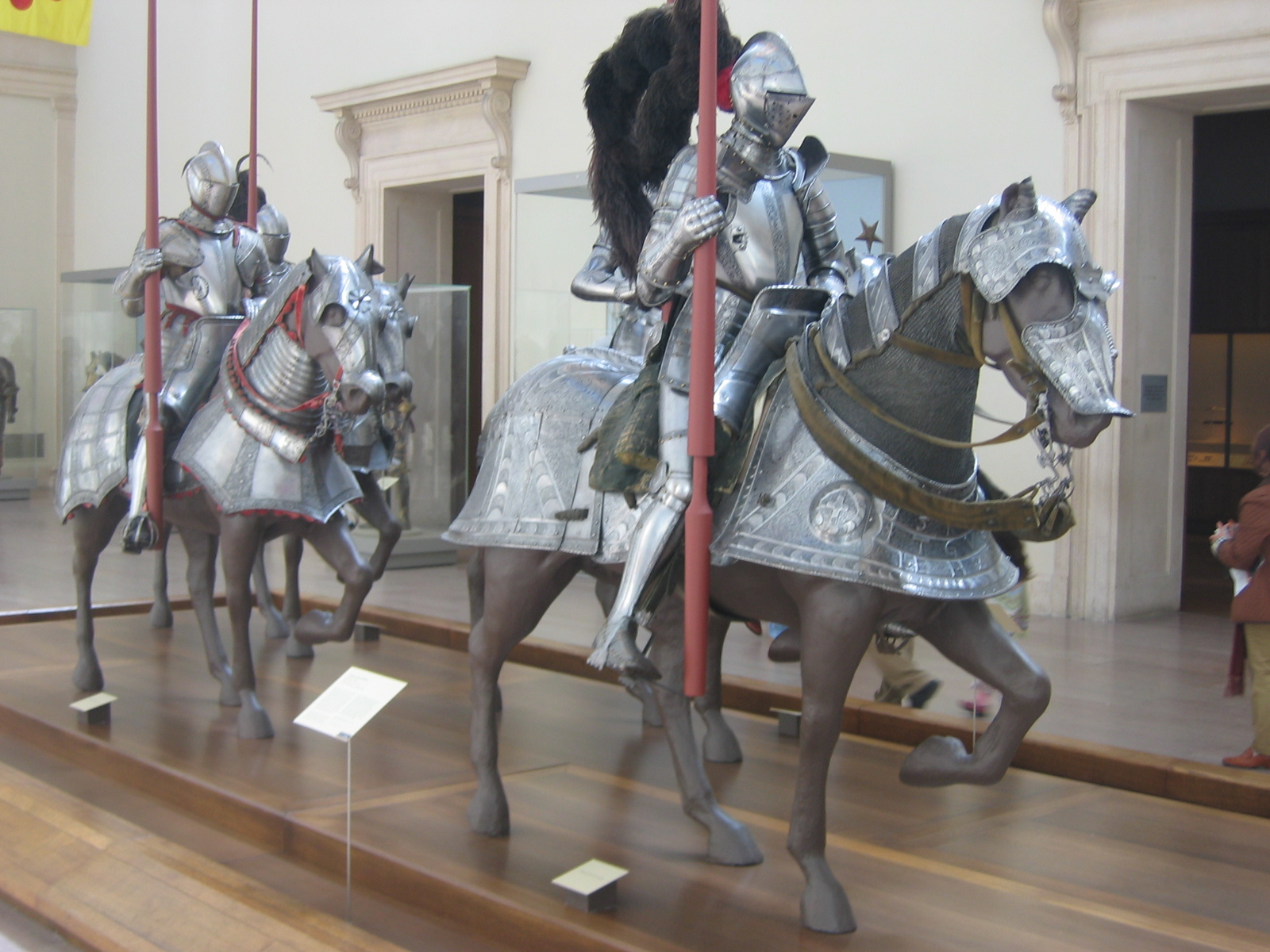
Armaduras de caballería pesada en el Museo Metropolitano de Arte de Nueva York.

Para las tribus nómadas de Asia Central existía una relación muy estrecha entre hombre y caballo, pues este último era no solo un medio de transporte, sino también una poderosa fuente de riqueza (y, por tanto, de distinción social) al facilitar la caza, la agricultura, el comercio con o sin carro y los viajes, contribuyendo además a la guerra y los rituales mágicos religiosos. Las culturas sedentarias lo utilizaban, además de para esas funciones, como fuerza para mover maquinaria (norias, arados, carruajes etc.) y cargas pesadas y cultivar el campo; incluso sus excrementos o estiércol servían para abonar los huertos o alimentar fogatas.
Para los romanos y griegos, en cambio, ser caballero implicaba un prestigio social y económico dado el gran costo que representaba el mantenimiento de uno o varios caballos (poseer uno solo exigía la renta económica suficiente para pagar un establo, tierras con suficiente extensión como para criar el alimento con que darle de comer (y que a su vez necesitaban a caballos, asnos o mulas para ararlas), un pozo para abastecer de agua al animal o animales, servidumbre para sembrar esas tierras y cuidar, alimentar, limpiar, pasear y custodiar al animal, dinero para pagar su doma y sus arreos —la costosa silla de cuero, herraje y avíos—, etcétera). 
Por otra parte, la caballería otorgaba un gran poder militar más ofensivo que defensivo. Los griegos y macedonios la conjugaban con una unidad militar menos fuerte, la infantería, en la llamada falange que permitió a los macedonios conquistar el Imperio Persa en tiempos de Alejandro Magno.
En la Edad Media, la institución de la caballería vino a ser un progreso sobre el brutal y bárbaro guerrero antiguo. Estaba relacionada con un código de conducta y de honor que definía no solamente el arte de la guerra, sino que también implicaba reglamentos específicos de conducta religiosa, moral y social identificados plenamente con los ideales de la vida cortesana  y religiosa medieval. El caballero o paladín era necesariamente un señor feudal y la caballería ligera o bien  pesada a que pertenecía era un cuerpo militar al servicio de un rey o poder feudal desde los tiempos de los antiguos imperios medo y aqueménida, que adoptaron la costumbre de usar el caballo como arma, montando a los guerreros sobre el animal, a diferencia de etapas anteriores, cuando sólo se le usaba como animal de tiro al que se ataba un carro o carroza de combate. Posteriormente los medos adoptaron el uso de la armadura completa, dando inicio así a la caballería pesada, recurso fundamental para la guerra hasta la aparición de la pólvora.
La trayectoria vital de un caballero medieval era, por lo general, la de un hombre de noble cuna que, habiendo servido en su primera juventud como paje y escudero, era luego ceremonialmente ascendido por sus superiores al rango de caballero. Durante la ceremonia de investidura el aspirante solía prestar juramento de ser valiente, leal y cortés, así como de proteger a los indefensos; lo que se denominaba el código de caballería. Convertido en ideal caballeresco (el del "caballero andante"), fue un importante componente de la ideología justificativa de la función de la nobleza en la sociedad estamental, y se expresó en la denominada literatura caballeresca (cantares de gesta, poesía trovadoresca, romancero, materia de Francia, materia de Bretaña, materia de Roma, libros de caballerías, novela caballeresca) y en todo tipo de obras de arte. Otras ceremonias también podían elegir a un caballero como líder militar para la batalla, el llamado adalid.
Sin embargo, también existía otro tipo de caballeros andantes, los routiers, caballeros errantes que recorrían los caminos para ofrecerse como profesionales de la guerra o mercenarios que se vendían al mejor postor, formando incluso cuerpos de ejército, las llamadas compañías libres. Carecían del idealismo de las órdenes de caballería y destacaban por su crueldad y falta de escrúpulos, demostradas además en el saqueo y pillaje de su campo de acción. Un ejemplo: Bertrand du Guesclin, con sus Compañías blancas, intervino como mercenario a favor de Enrique II de Trastámara contra el rey legítimo de Castilla Pedro I el Cruel.

## Etimología
En latín se llamaba caballus –i a los caballos que eran especialmente de trabajo, pero usaban el término equus –i para el resto de los caballos, especialmente para los utilizados en la guerra. De ahí que se dijera ordo equester para la clase social de los caballeros. Caballus venía a su vez del griego kaballes –ou, con el significado igualmente de caballo de trabajo. El guerrero era un hombre noble que había servido como paje y escudero. La palabra Knight (caballero en inglés) deriva de la palabra anglosajona Cnight, que significa sirviente.

## Caballero como conducta

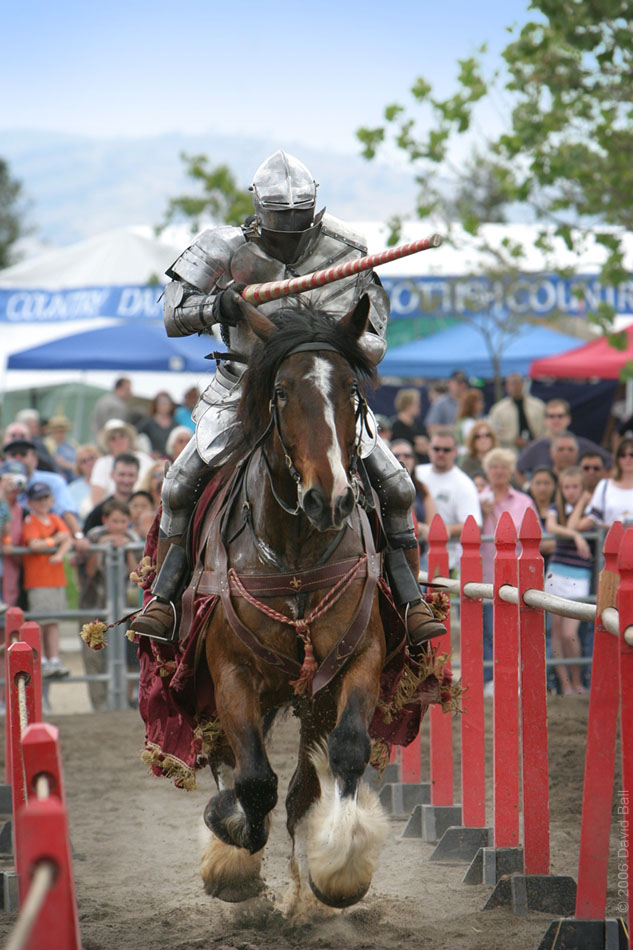
Caballero medieval en una ordalía moderna.

Los más grandes caballeros de la historia se acogían bajo la denominación de los Nueve de la Fama. Caballeroso, dicho de un hombre, se refiere a quien se comporta con distinción, nobleza y generosidad. El hombre caballeroso, o hidalgo en España, es quien posee la virtud de la hidalguía, honor o legítimo orgullo nacido de provenir de gentes virtuosas y sensatas y hacer honor a esa tradición continuándola y acendrándola con lealtad. Es esa virtud la que hace de un hombre una persona honrada y circunspecta, alguien cuya urbanidad, compostura y templanza (la mesura castellana) le obliga a que en todo momento se muestre servicial, atento y gentil con las mujeres, los humildes y los desfavorecidos, así como tan fuerte y honorable como para desautorizar y en su caso impedir cualquier bajeza, incorrección, grosería o ruindad que tenga la osadía de producirse en su conocimiento o en su entorno. De forma más frívola también se puede referir a la mera galantería cortés.
De la persona que se porta noblemente se dice que "es todo un caballero". Caballero en sustitución de señor, cuando se dice: "ha venido un caballero".
El caballero de industria, de la industria o de mohatra es el estafador o ladrón que, para poder ejercer mejor su oficio, se hace pasar por tal adoptando su apariencia y modales para vivir a costa ajena.

## Los tratados de caballería
Durante la Alta Edad Media, el guerrero dominaba sobre el caballero y solamente en el curso del siglo undécimo nació una nueva caballería independiente, llamada "caballería de afiliación". Tenía la misión de encarnar la idea cristiana del derecho y la justicia en tiempos particularmente agitados, en medio de una sociedad feudal dominada por la violencia, la grosería, la crueldad y la falta de escrúpulos morales. La Iglesia no había conducido sus esfuerzos a humanizar la guerra hasta que, por medio de la «Paz de Dios» de 969, protegió a los civiles y sus bienes, y mediante la «Tregua de Dios» prohibió en 1027 guerrear los domingos, y luego (1041) desde el miércoles por la noche hasta el lunes por la mañana. Para evitar las guerras intestinas y la violencia sin tasa entre los nobles guerreros ansiosos de botín, gloria o más valer, el Papa promovió además la creación de órdenes de caballería y llamó a las Cruzadas.
En esta perspectiva se inscribió el ambicioso proyecto de reunir en un solo personaje ideal al guerrero y al monje cristiano. Era una utopía, ciertamente, pero creó un estilo de vida que anduvo lejos de ser estéril. Bendiciendo las expediciones o Cruzadas contra los infieles, la Iglesia católica ofrecía una válvula de escape a la ambición y a la necesidad de acción de hombres duros y vehementes, sensibles al misticismo. A esta élite pertenecían los caballeros errantes de los siglos XI y XII. Estos "locos ilustres" deambulaban solo por Europa: la caballería de afiliación independiente poseía su propia jerarquía, formó una asociación militar y cofradía de gran valor. Luego se hundió en la anarquía y desapareció, dando paso a órdenes militares como los Caballeros del Santo Sepulcro, San Juan de Jerusalén, San Lázaro, del Temple o Templarios... Todos estos ya eran un verdadero ejército eclesiástico permanente. Thomas III de Saluces o de Saluzzo escribió en francés uno de los textos más importantes de la caballería medieval, Le Chevalier errant / El caballero errante, escrito probablemente entre 1394 et 1396, durante su encarcelamiento en Turín. Esta obra representa una alegoría de la vida a través del viaje (tópico del homo viator) de un anónimo caballero por los mundos de Amor, de Fortuna y de Conocimiento. Pero ya en el siglo XV, en competencia con las armas de fuego y la artillería, la caballería era una institución en declive: del guerrero de la Alta Edad Media, transformado en la Baja Edad Media en un idealista caballero noble y cristiano, se pasa al soldado profesional (mercenario pagado por un sueldo), financiado por las monarquías del absolutismo y solo fiel a su salario. El ocaso de la caballería en este siglo es pintado por Johan Huizinga en los capítulos IV al VII de su El otoño de la Edad Media (Madrid, 1929). 
Ser armado caballero equivalía, pues, casi a recibir un sacramento, según recuerda el infante Juan Manuel en su Libro del cavallero et del escudero: "Este estado non puede aver ninguno por sí, sy otri non gelo da, et por esto es como manera de sacramento". Y los caballeros eran armados, en efecto, según unos ritos determinados y debían vivir según unas normas que pronto aparecen recogidas en los tratados de caballería. El primero y más completo del ámbito hispánico es el título XXI de la Segunda Partida de Alfonso X el Sabio, "De los cavalleros e de las cosas que les conviene fazer"; en él se fundarán autores como el rey Pedro el Ceremonioso de Aragón en su Tractat de Cavallería, Ramon Llull para su Libre qui es de l'Ordre de cavallería y el citado infante don Juan Manuel, que dedica al tema los capítulos 18 y 19 de su Libro del cavallero y del escudero. A Ramon Llull imita por otra parte el Tractat de horda de cavaleria del caballero y ermitaño Guillem de Vároich, que inspiró a Joanot Martorell. Todos ellos evocan la etimología del caballero en el término latino miles, "soldado", interpretándolo como el elegido entre mil, y aluden a su posesión de las tres virtudes teologales y las cuatro cardinales. El último tratado significativo, porque reúne todo lo anterior relativo a la caballería, es el de Alonso de Cartagena, Doctrinal de los cavalleros en que están conpiladas giertas leys e ordenanças que están en los fueros e partidas de los rreynos de Castilla e de León tocantes a los cavalleros e fijosdalgo e los otros que andan en actos de guerra... (Burgos, 1487), probablemente escrito antes de 1445.
El ceremonial incluye una etapa previa como paje y luego escudero; por último, el aspirante hacía una confesión general previa de los pecados, recibía la eucaristía, velaba sus armas en ayunas durante una vigilia en la iglesia y en una misa en día festivo, con concurrencia pública, se ofrecía al presbítero como representante de Dios y del orden de caballería y, tras el sermón, el príncipe o el alto personaje que armaba al nuevo caballero, que necesitaba haber sido nombrado él mismo caballero con anterioridad, le calzaba las espuelas, le ceñía la espada (momento importantísimo: no en vano en el Cantar de mio Cid se repite habitualmente "en buen hora ciñó espada"), le besaba y le daba un golpe (espaldarazo) en el hombro, tras lo cual el afortunado vestía el resto de su armadura y cabalgaba mostrándose ante el pueblo. 
Las armas del caballero tenían un valor simbólico: la espada en forma de cruz significa que el caballero debe destruir a sus enemigos con la justicia; la lanza significa la verdad, la rectitud; el hierro simboliza la fuerza de la verdad frente a la falsedad. El pendón significa que la verdad se muestra a todos y no tiene miedo del engaño. El casco es el símbolo de la vergüenza, que protege la parte más noble del hombre. Las calzas de hierro le recuerdan que debe mantener seguros los caminos, el escudo que el caballero debe mediar entre el rey y su pueblo... y el simbolismo se extiende a todo el demás aparato.
Otros tratados son De batalla, atribuido al canónigo barcelonés Pere Albert; el Sumari de batalla a ultrança, de Pere Joan Ferre, o Lo cavaller, de Ponç de Menaguerra, donde se fijan las normas por las que ha de regirse el riepto o duelo judicial, coincidiendo el primero en muchos puntos con el Fuero Real de Castilla; el segundo describe los preparativos del hecho de armas tenga este o no base judicial, y el tercero es una reglamentación del torneo como "pura manifestación de fuerza o de habilidad".
Era habitual que el estamento señorial demostrase su habilidad guerrera en torneos o justas primorosamente decorados y a los que asistían ricoshombres, infanzones, hidalgos y caballeros de Francia, Flandes, Alemania, Inglaterra, Italia y Gascuña compitiendo con los castellanos, como ocurrió en Burgos en el tiempo en que fue coronado Alfonso XI, creador de la caballeresca Orden de la banda. En ese momento fueron nombrados caballeros 22 ricoshombres y cerca de un centenar de caballeros. Las justas eran ejercicios que los caballeros armados hacían combatiendo entre sí, no con estafermos o muñecos giratorios que solo servían de entrenamiento. Podían ser de varios tipos: mantenidas, si se verificaban entre aventureros (mantenedores), peleando por turno uno contra otro; partidas, si se hacían por dos cuadrillas de igual número de justadores, combatiendo al mismo tiempo, y de plazón si se hacían con lanzas de maderas duras para derribar por medio de choque, no como en las justas ordinarias, en que el juego consistía meramente en romper un predeterminado número de lanzas.
Otras veces un estamento social no resignado a perder su puesto rector recurría a otro género de peleas deportivas: el paso de armas. Consistía este en un voto o promesa solemne que, para quitárselo, exigía la lucha. Por ejemplo, Suero de Quiñones se ponía una argolla al cuello; [[Miquel d'Orís]] se atravesaba un pasador en el muslo el día de San Sebastián, y Juan de Bonifacio portaba un grillete en el pie. Incluso se creó una orden, L'écu vert à la dame blanche, para liberar de sus votos a los caballeros. El paso de armas estrictamente hablando exigía un mantenedor caballero que impide el paso por un lugar a no ser en determinadas condiciones, que si son rechazadas exigen un combate. Entre los pasos más famosos estuvieron el Pas de la Joyeuse Garde (1446), el de La Belle Pélerine (1449, Saint-Omer); el del Pino de las manzanas de oro (Barcelona, 1455, ganado por Gastón IV de Foix); el Paso de la fuente de las Lágrimas (1449, Saint-Lorentlés-Chalon); el Paso de la Fuerte Ventura (18 de mayo de 1428), organizado en Valladolid por el infante de Aragón don Enrique; y el Passo Honroso de Suero de Quiñones sobre el puente del Órbigo. Este último fue defendido por el caballero citado y otros nueve desde el 10 de julio hasta el 9 de agosto de 1439. En él se rompieron 177 lanzas y participaron 78 aventureros, de los cuales uno murió en la pelea. La figura del caballero andante o itinerante era real: va de acá para allá y de un país a otro, como Los doce de Inglaterra, Jean de Werchin, Jacques de Lalaing, Francí Desvalls o Juan de Merlo.
También era frecuente que, por competencia intranobiliaria, los caballeros se desafiasen unos a otros por el llamado más valer o algún punto de honor (el llamado pundonor). El mecanismo establecido exigía al principio una formalización escrita, las llamadas cartas de batalla, conducidas por caballeros ancianos, llamados reyes de armas, harautes, heraldos o persevantes. Los caballeros aparecen muchas veces en lizas o lides regidas por normas legales como el Fuero Real de Castilla, las Partidas o el Ordenamiento de Alcalá. Los motivos van desde la lucha por el honor, al deseo de liberarse o reivindicarse o para acusar a otros caballeros de traición (jurídicamente, el acto de deslealtad realizado contra el rey o el pro común) o alevosía (deslealtad contra otros); pero también aparecen motivos más banales como el prestigio, el dinero u otras gratificaciones. En el caso del riepto / reto o duelo / desafío, podía elegirse entre la lid o la pesquisa judicial en el ámbito cortesano de jurisdicción regia; pero en el ámbito concejil consistía en una ordalía o juicio de Dios de hijosdalgo a caballo, o a pie entre villanos y aldeanos; la mujer prueba su razón por el hierro caliente, el hombre por la lid; en otros lugares se permitía al hombre elegir hierro o lid. En la lid o liza concejil se da por vencido al que sale del campo, muere en la lid o se declara culpable. La iglesia aprobó las ordalías hasta el IV concilio de Letrán (1215); después comienzan a abolirse o a tomar un carácter más secularizado.
Los principales juicios de Dios son, además de la citada lid o batalla judicial, la prueba de las candelas (carece de razón aquella parte cuyo cirio se consuma primero), la del agua caliente o de las gleras (extraer piedras de un caldero hirviente y juzgar días después por el estado de las heridas), la del agua fría (si uno no se ahoga durante largo tiempo, es culpable) o la del hierro caliente (llevar un hierro candente bendecido previamente y recién salido de la fragua nueve pasos y dejarlo en el suelo). A los tres días se juzga por el estado de las heridas.

## Caballeros según etapas históricas

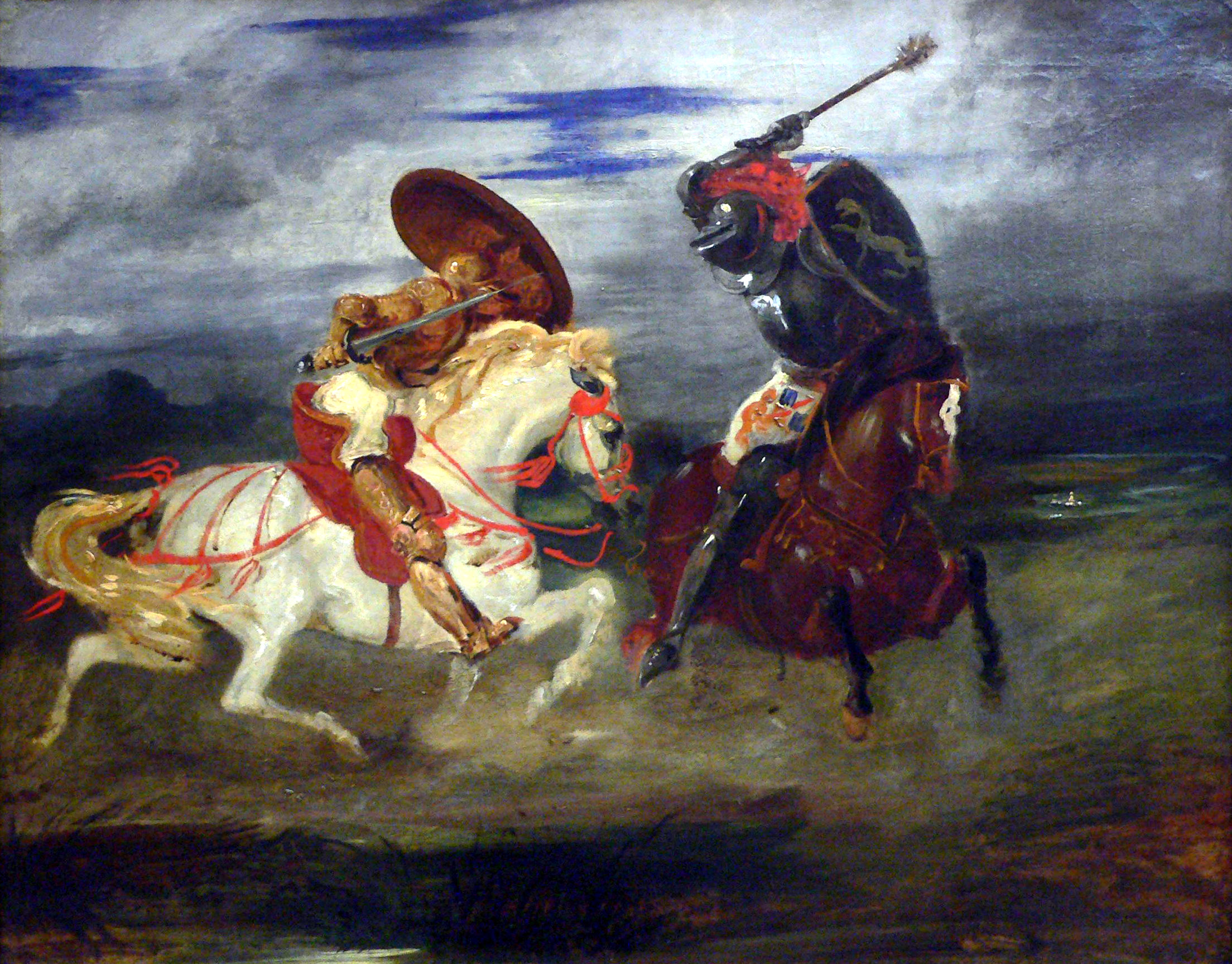
Dos caballeros medievales peleando en un duelo, Museo del Louvre

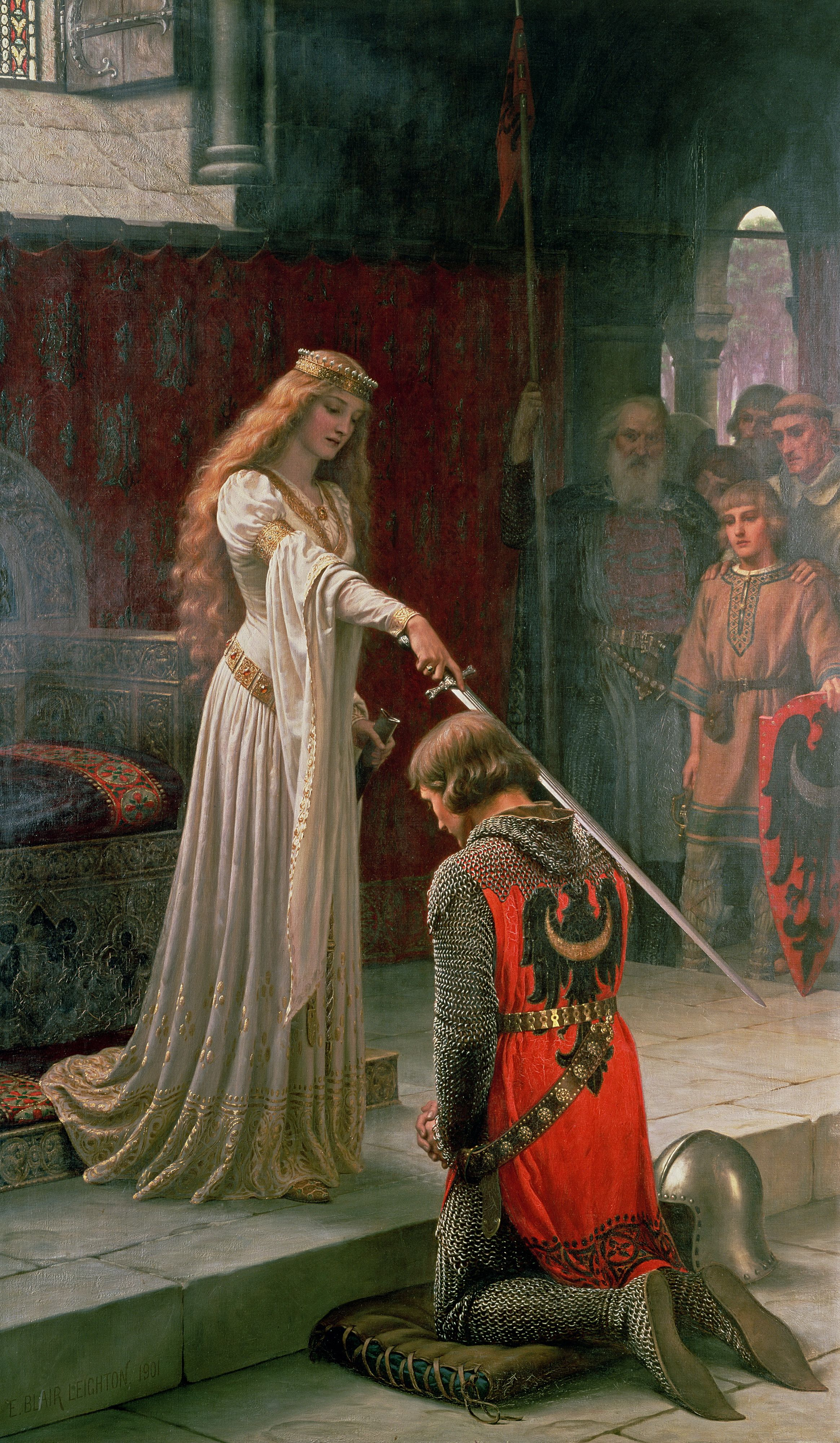
Nombramiento de caballero por parte de una reina medieval, cuadro de Edmund Blair Leighton

- Caballero en la Persia preislámica.
- Caballero en la Antigua Roma.
- Caballero de cualquiera de las órdenes de caballería (Orden de Malta, por ejemplo).

- Caballero andante, aventurero de los libros de caballerías.
- Caballeros cuantiosos o de cuantía eran los que, por el hecho de tener determinada renta, estaban obligados a mantener armas y caballo para salir en caso necesario a contener a los moros que hacían correrías e incursiones por la región.
- El caballero cubierto era un noble con grandeza de España, esto es, el que gozaba del privilegio de no quitarse el sombrero en presencia del monarca. El rey de España otorgaba esta distinción o título a un noble mandándole en voz alta que se cubriera en su presencia, y desde entonces además podían llamarse "primos".
- Caballeros de alarde, los que tenían la obligación de pasar muestra o revista a caballo.
- Caballeros de conquista. Los de conquista, como lo indica la palabra, eran aquellos a quienes se distinguía repartiéndoles las tierras que se tomaban al enemigo.
- Caballeros de la espuela dorada, los que eran armados solemne y legalmente como caballeros, con condición precisa de tener ya anteriormente nobleza o hidalguía. El dorado de la espuela era el distintivo que les daba a conocer siendo una de las señales necesarias en aquel tiempo en que se combatía cubierto con la armadura todo el cuerpo.
- Caballeros de premia, los obligados a mantener caballo y armas para la guerra.
- Caballero en plaza, jinete no profesional que actuaba rejoneando en fiestas reales o benéficas. Se llamaba también así a los rejoneadores.
- Caballeros montaneros, destinados a la vigilancia y guarda de los montes y términos concejiles.
- Caballeros mesnaderos o de la mesnada del rey. Se llamaban así por ser los que le acompañaban al rey en el trozo principal de su caballería.
- Caballeros noveles. Tomaban el nombre de noveles los que eran recién investidos con las insignias de la caballería llevando el escudo en blanco y sin divisa alguna por no haber tenido todavía ocasión de ganarla en la guerra.
- Caballeros pardos. Falta enumerar una clase de caballeros que mencionan nuestras antiguas leyes, denominados pardos y eran los que obtenían la consideración y preeminencias de caballeros a pesar de pertenecer al estado llano, por privilegio real o por llenar ciertos requisitos marcados en las leyes. No ofrece dificultad la explicación de la palabra con que se les designa, puesto que las leyes de Partidas cifraban en los colores de los trajes, distinciones del rango de los caballeros.
- Caballero villano, en la Edad Media hispánica, fundamentalmente en el Condado de Castilla y posterior reino, villano que por poseer caballo y armas, se encargaba de la defensa del territorio

También se utiliza este término para referirse a la pieza de ajedrez que hoy día se suele representar con un caballo, a menudo sosteniéndose sobre las patas traseras. Esto es porque en la tradición de este juego (que ha tenido numerosas variantes y versiones hasta llegar al ajedrez moderno), las piezas representaban guerreros, y en lugar del caballo actual solían usar la figura de un guerrero sentado sobre un animal de montura, 
Pudieran todavía citarse otras especies de caballeros, pero menos interesantes, con las que se demostraría hasta la evidencia las diferencias que entre ellos había. Las ceremonias que se usaban para armar caballero, estaban reglamentadas. Después de un día de vigilia y de oración, debía oír misa y previa promesa de querer ser caballero, y cumplir con sus obligaciones, se le calzaban las espuelas y le ceñían la espada estando cubierto con sus armaduras y la cabeza desnuda. Se le desenvainaba la espada y se la ponía en la mano derecha quien le armaba caballero , haciéndole jurar que no repararía en la muerte cuando mediase la defensa de su ley, de su señor natural o de su tierra y se le daba un golpe con la mano en la parte superior de la espalda, el denominado espaldarazo, siendo besado por todos los caballeros en señal de armonía y fraternidad.

## Armamento o panoplia

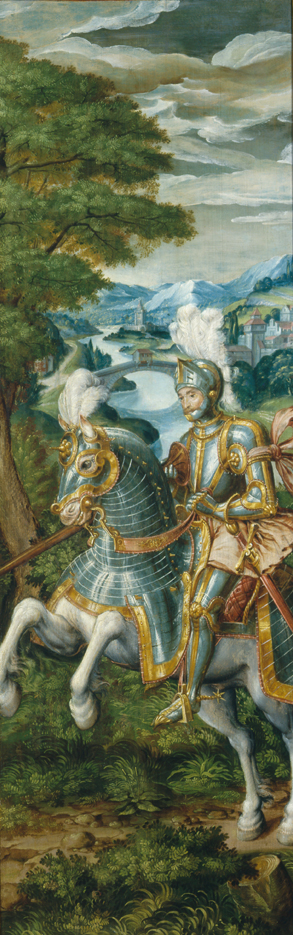
San Jorge y el dragón, Martín de Vos

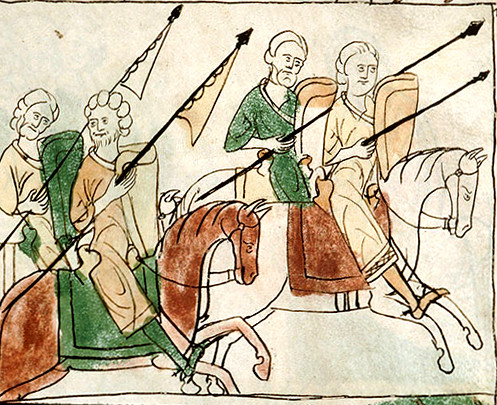
Caballería ligera en una Biblia ilustrada navarra de 1197. Se aprecia el arzón en la parte trasera de la silla de montar, que servía para sujetar al caballero en las cargas de caballería, en las que se arremetía contra el enemigo con una pesada lanza, táctica que se consolidó en el.

El armamento del caballero dependía de si participaba en la caballería ligera o la caballería pesada. La ligera prescindía de las armas más pesadas porque tenía que moverse a gran velocidad: usaba venablos, espadas, arcos, ballestas y, posteriormente, incluso pistolas.
La panoplia de la caballería pesada, esto es, el conjunto de su armadura y armas más la barda (armadura del caballo que cubría el pecho, costados y ancas del animal y se componía de testera, capizana, petral, cuello, flanquera y grupera), constaba de los siguientes elementos:
- Espada bastarda o espada de mano y media: Una espada que se utilizaba principalmente para derribar a un enemigo desde su caballo. Tenía la potencia necesaria para derribarles pero también la movilidad que se requería para los combates cuerpo a cuerpo.
- Lucero del alba: Una maza con pinchos empleada para combates a media distancia. Puede destrozar el cráneo de su adversario si esta arma golpea con la suficiente eficacia y precisión. Si la bola con pinchos está sujeta al mango con una corta cadena, se denomina mangual.
- Ballesta: Las ballestas eran armas letales a larga distancia. Disparaban un virote o saeta capaz de atravesar la armadura de un enemigo; sin retroceso, su único defecto era que se tardaba mucho en recargar. El Papa Inocencio II incluso la prohibió por considerarla demasiado "maligna".
- Alabarda: La alabarda es un arma polivalente de infantería, con dos partes: hace las veces de hacha y de lanza, pudiendo derribar a un caballero de su montura o atravesar limpiamente el cuerpo del adversario; es un arma diseñada para combates a corta y media distancia.
- Armadura: La armadura era la principal baza del caballero, con un blindaje de al menos dos chapas de metal (el llamado peto o coraza delante y el espaldar detrás, que forman la caja del tórax), o lo que en el ejército carolingio llamaban brunia (byrnie en anglosajón),[15] loriga o cota de malla, mucho menos costosa, formada por una urdimbre de anillos o escamas de metal; las había con mangas y sin ellas, cortas, medianas y largas hasta la rodilla llamadas jorucas. Se solía acompañar además de un yelmo o almete para defender la cabeza, con sus propias piezas. La armadura constaba además de gorjal, guardabrazos, brazales, codales, manoplas sobre lúas o guantes de hierro, musleras o quijotes, rodilleras, grebas, escarpes y espinilleras. La armadura protegía al caballero en todo momento, muchas veces sin necesidad de restarle movilidad, y bajo ella el caballero se protegía de las rozaduras y lesiones con un jubón acolchado llamado hacketon o gambesón, de lino o algodón, o de cuero endurecido o varias capas de tejido si se usaba exento de armadura
- Escudo: El escudo es el arma defensiva para protegerse de los ataques, en particular de las flechas, los venablos y los primeros golpes y espadazos, siempre los más fuertes. Solía ser curvo para desviar mejor los golpes y las flechas y podía adoptar cualquier contorno: uña, uña puntiaguda, uña cóncava, redondo... se formaba con una lámina de metal pintada con motivos heráldicos que servían para identificar al caballero en la muchedumbre de la batalla, y luego varias láminas superpuestas y encoladas de madera y armazón, para terminar con una capa de cuero endurecido y un par de asas de enganche para el brazo izquierdo o el derecho si el caballero era zurdo. También podía usarse como arma ofensiva, para deslumbrar o degollar a un enemigo.
- Martillo de guerra: Arma de caballería para golpear a media distancia. Puede destrozar el cráneo de su adversario si esta arma golpea con la suficiente eficacia y precisión.
- Hacha de armas
- Roquete (lanza), una lanza larga de madera blanda (si se trataba de mero entrenamiento) o dura, con un roquete de hierro al extremo de tres o cuatro puntas, cuya función era derribar al caballero opuesto en una carga a caballo. A veces llevaba un cono de protección para la mano. Para poder acometer sin caer derribado, la silla de montar iba provista de un arzón detrás.

## Reyes caballeros

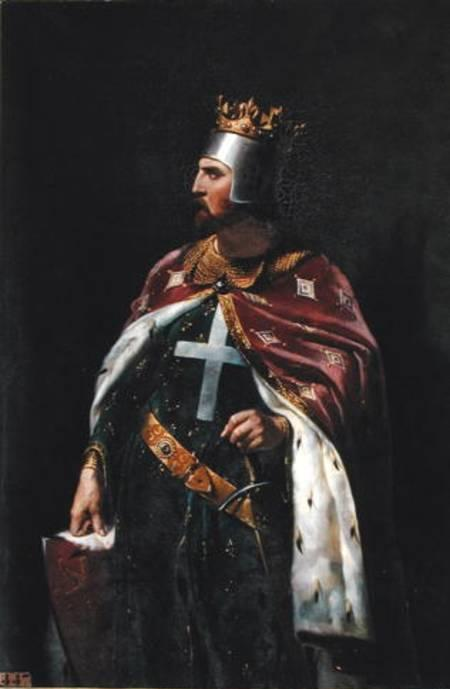
Ricardo I "Corazón de León" de Inglaterra. Rey y caballero cruzado. Obra de Merry-Joseph Blondel.

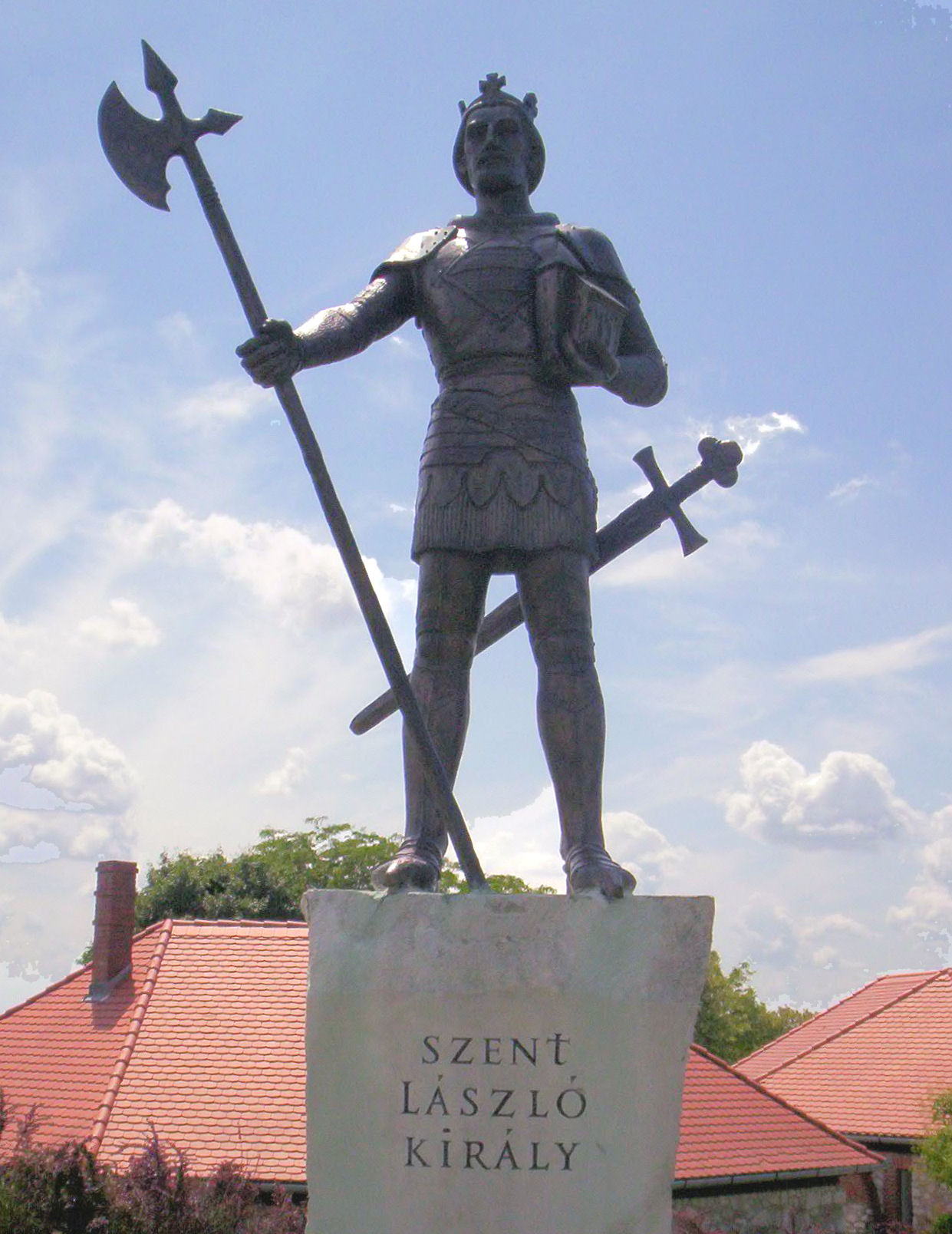
San Ladislao I de Hungría. Rey, caballero y santo. Estatua en Somogyvár, Hungría.

Durante los siglos X, XII, XIII y XIV, en el período heroico de la caballería, uno de los fenómenos más resaltantes sería la aparición de los reyes caballeros. Ellos portaban los ideales de honor, religiosidad cristiana, valor, justicia y, por lo general, serían recordados como figuras míticas e idealizadas, que conducían infaliblemente Estados medievales. Su imagen servía para infundir moral y motivación a las naciones, para que éstas se mantuviesen fieles al cristianismo. Entre las figuras más conocidas se hallan:
- El rey Arturo, un personaje mítico inglés, el cual se fija en el siglo VI. En la literatura, sería el fundador de la caballería inglesa medieval.

- Carlomagno (742-814). Rey de los francos y caballero.

### SigloIX
- Arnulfo de Carintia (850-899). Rey de Francia Oriental y caballero.

### SigloXI
- San Ladislao I de Hungría (1046-1096). Rey, caballero y Santo de Hungría.

### SigloXII
- Roberto II de Normandía (1051-1134). Duque de Normandía y caballero cruzado.
- Alfonso I de Aragón (1073-1134). Rey de Aragón y de Pamplona, caballero.
- Luis VII de Francia (1120- 1180). Rey de Francia y caballero cruzado.
- Federico I Barbarroja (1123-1190). Emperador del Sacro Imperio Romano Germánico, caballero cruzado.
- Géza II de Hungría (1130-1162). Rey de Hungría y caballero.
- Béla III de Hungría (1148-1196). Rey de Hungría y caballero.
- Ricardo I "Corazón de León" de Inglaterra (1157-1199). Rey de Inglaterra y caballero cruzado.
- Alfonso VIII de Castilla (1158-1214). Rey de Castilla y caballero.
- Felipe II de Francia (1165-1223). Rey de Francia y caballero cruzado.

### SigloXIII

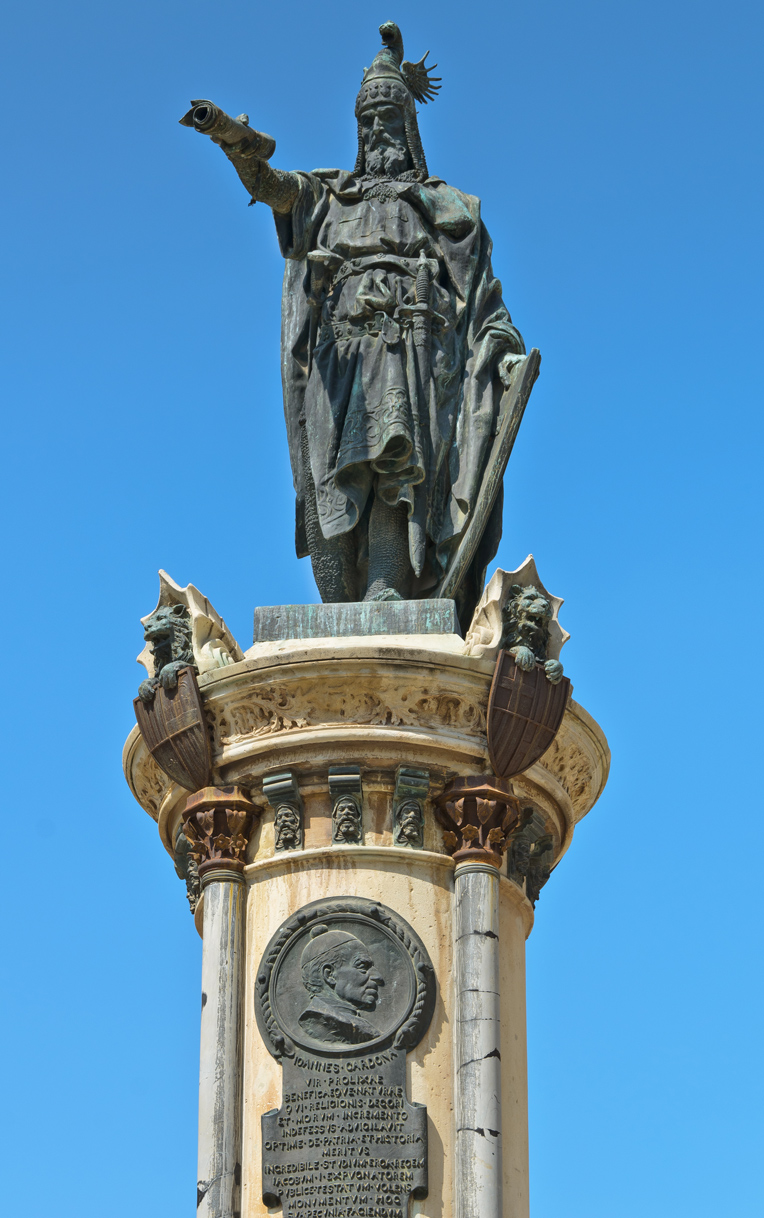
Rey Jaime I de Aragón, estatua en Mallorca, España.

- Rey Jaime I de Aragón, estatua en Mallorca, España.Pedro II de Aragón (1178-1213). Rey de Aragón y Conde de Barcelona, caballero.
- Andrés II de Hungría (1176-1235). Rey de Hungría y caballero cruzado.
- San Fernando III de Castilla y León (1198-1252). Rey de Castilla y de León, caballero medieval.
- Jaime I de Aragón (1208-1276). Rey de Aragón, de Mallorca, de Valencia y Conde de Barcelona, caballero.
- San Luis IX de Francia (1214-1270). Rey de Francia y caballero cruzado.
- Pedro III de Aragón "El Grande" (1240-1285).Rey de Aragón, de Mallorca, de Valencia y Conde de Barcelona, caballero.

### SigloXIV
- Juan I de Bohemia (1296-1346). Rey de Bohemia y caballero.
- Eduardo III de Inglaterra (1312-1377). Rey de Inglaterra y caballero durante la guerra de los Cien Años.
- Luis el Grande de Hungría (1326-1382). Rey y caballero de Hungría.
- Juan II de Francia (1319-1364). Rey de Francia y caballero.
- Segismundo de Luxemburgo (1368-1437). Rey de Hungría y emperador del Sacro Imperio Romano Germánico y caballero.

### SigloXVI
- Francisco I de Francia (1494-1547). Rey de Francia y caballero.
- Carlos V de Habsburgo (1500-1558). Rey de España y emperador del Sacro Imperio Romano Germánico, caballero.

## Acepción social

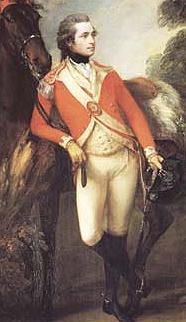
Caballero inglés, Thomas Gainsborough, 1782

El caballero se había vuelto de dudoso valor ante los grandes cambios políticos y sociales del siglo XIX que dio al término un significado más amplio y esencialmente superior. El cambio está bien ilustrado en las definiciones dadas en las sucesivas ediciones de la Enciclopedia Británica al caballero o gentilhombre. En su 5.ª edición (1815), "un caballero es uno, que sin ningún título, lleva un escudo de armas, o cuyos ancestros han sido libres". En la séptima edición (1845) todavía implica un estatus social definido, pero en la octava edición (1856), el escritor añade, "por cortesía este título es generalmente otorgado a todas las personas por encima de la fila de comerciantes comunes cuando sus modales son indicativos de una cierta cantidad de refinamiento y de inteligencia".